# 馬哈迪·尤瓦里
馬哈迪·尤瓦里（1997年6月9日—）是一名阿富汗射擊運動員。他代表阿富汗參加2020年夏季奧林匹克運動會男子10公尺空氣步槍項目，是阿富汗首位參加奧運的射擊運動員。尤瓦里最終在資格賽以47名作收。